# 东北齿缘草
东北齿缘草（学名：Eritrichium mandshuricum）为紫草科齿缘草属的植物，是中国的特有植物。分布在日本、俄罗斯以及中国大陆的内蒙古、河北、黑龙江等地，生长于海拔200米至900米的地区，见于山坡草地、砾质山坡和高燥地，目前尚未由人工引种栽培。